# Cidade
Mit Cidade wird im portugiesischen Sprachraum ein städtischer Besiedlungsraum von hervorgehobener Bedeutung bezeichnet. In Portugal wird er Gemeinden ab einer bestimmten Größe durch Parlamentsbeschluss verliehen, in Brasilien wird umgangssprachlich und dem amtlichen Gebrauch nach jede Stadt, die Sitz eines Municípios (Kreis) ist, als Cidade bezeichnet.

## Etymologische Ableitung
Die unmittelbare Übersetzung von Cidade ist Stadt. Im Portugiesischen werden für Stadt auch vila (für kleinere Städte) und generell urbe verwandt. Cidade meint sprachlich stets eine größere Stadt. Cidade wird auf den lateinischen Stamm civitate (lat. civitas: Stadtbürgerschaft, Stadt, Staat) zurückgeführt.

## Portugal
In Portugal wurde geschichtlich der Begriff Cidade bereits sehr früh zur Bezeichnung von Städten verwandt, die von einer unmittelbaren standesherrlichen Abhängigkeit befreit waren, entsprechend der Stadtentwicklung auch in anderen europäischen Ländern. Einige Städte führen ihre Anerkennung als Cidade bereits auf die Römer (wie Braga oder Évora) oder auf die Mauren (wie Silves) zurück. Die meisten alten Cidades berufen sich auf bestätigende Neubegründigungen ihres Stadtstatuts durch christliche Könige im Rahmen der Zurückdrängung der Mauren, vor allem bei der Reconquista. Heute ist in Portugal Cidade eine Stadtbezeichnung, die Gemeinden (Freguesias) ab einer Größenordnung von mehr 8.000 wahlberechtigten Einwohnern und bei Erfüllung bestimmter Mindestanforderungen an die Infrastruktur verliehen wird, ohne dass damit eine kommunalrechtliche Änderung hinsichtlich ihrer Stellung oder ihrer Aufgaben verbunden wäre.

## Brasilien
In Brasilien wird der Begriff Cidade generell für Städte von mittlerer und größerer Bedeutung gebraucht; es gibt auch ein eigenes Ministerium mit dem Namen Ministério das Cidades, jedoch keine gesetzliche Regelung für diese Bezeichnung. Allgemein wird jede Stadt, die Sitz eines Municípios (Kreises) ist, als Cidade bezeichnet. Auch das Statistische Bundesamt Brasiliens, das Instituto Brasileiro de Geografia e Estatística (IBGE), erfasst in seinen Aufstellungen Städte entsprechend als Cidades, soweit sie weniger als 1 Million Einwohner haben, größere heißen dort Metrópole und ab 10 Millionen Einwohnern Megacidade.